# Ryūta Miyauchi
Ryūta Miyauchi (japanisch 宮内 龍汰 Miyauchi Ryūta; * 2. März 1994 in Choshi) ist ein ehemaliger japanischer Fußballspieler.

## Karriere
Miyauchi erlernte das Fußballspielen in der Jugendmannschaft von den Kashima Antlers. Seinen ersten Vertrag unterschrieb er 2012 bei Kashima Antlers. Der Verein spielte in der höchsten Liga des Landes, der J1 League. 2014 spielte er 10-mal in der J.League U-22 Auswahl. Diese Mannschaft, die in der dritten Liga, der J3 League, spielte, setzte sich aus den besten Nachwuchsspielern der höherklassigen Vereine zusammen. Das Team wurde mit Blick auf die Olympischen Sommerspiele 2016 in Rio de Janeiro gegründet. Ende 2014 beendete er seine Karriere als Fußballspieler.

## Erfolge
Kashima Antlers
- J1 League

Meister: 2012